# Women's Centennial Congress
Il Women's Centennial Congress fu organizzato da Carrie Chapman Catt e si tenne a New York, all'Hotel Commodore dal 25 al 27 novembre 1940, per celebrare un secolo di progresso femminile.

## Storia
La data scelta fu quella dei 100 anni dalla prima World Anti-Slavery Convention, tenutasi a Londra nel 1840. Quella convenzione era un raduno di abolizionisti provenienti da tutto il mondo. Gli organizzatori furono sorpresi quando le donne furono inviate come delegate e la reazione iniziale fu quella di negare loro l'ingresso. Le donne, comprese le delegate, furono ammesse solo su richiesta e fu loro vietato di parlare o votare. Questo evento fu, nel tempo, il catalizzatore degli sforzi successivi del movimento per il suffragio, in particolare della Convenzione di Seneca Falls. Al Congresso del Centenario delle Donne furono selezionate 100 donne di successo, tra cui spiccava Eleanor Roosevelt, per rappresentare il progresso femminile in numerosi campi, sebbene la Catt non fosse riuscita a convincere la Roosevelt a partecipare alla conferenza. Le 100 donne scelte erano tutte americane, in vita e svolgevano lavori che nel 1840 sarebbe stato impensabile intraprendere per una donna.
Un commentatore successivo valutò la conferenza come un evento mediatico.

## Partecipanti

### Politici
- Eleanor Roosevelt[4]
- Frances Perkins
- Ruth Bryan Rohde US Ambassador
- Florence Harriman US Ambassador
- Mary Anderson
- Katherine Lenroot
- Nellie Tayloe Ross
- Louise Stanley
- Harriet Elliott
- Sarah Wambaugh
- Henrietta Additon
- Genevieve Earle
- Frieda S. Miller
- Mary Driscoll

### Istruzione
- Mary E. Wooley
- Aurelia Henry Reinhardt
- Virginia Gildersleeve
- Winifred Edgerton Merrill
- Mary W. Newson
- Olive Hazlett
- Anna Pell Wheeler
- Louise Pound
- Viola Florence Barnes
- Alice H. Lerch[4]

### Scienza
- Margaret Mead
- Frederica de Laguna
- Christina Lochman
- Marie Poland Fish
- Anne M. McGrath
- Florence R. Sabin[4]
- Maud Slye[4]
- Alice Catherine Evans
- Frances A. Hellebrandt[4]
- Gladys A. Anslow[4]
- Catherine Blodgett
- Constance L. Torrey
- Emma P. Carr
- Helen U. Keily
- Wanda Kirkbride Farr[4]
- Margaret Clay Ferguson[4]
- Ida Barney[4]
- Annie Jump Cannon

### Medicina (non completo)
- Alice Hamilton
- Josephine Bicknell
- Gladys Dick[5]
- Katherine MacFarlane
- Martha Tracy
- Bertha Van Hoosen
- Sara Josephine Baker[4]
- Justina Hill
- Ruth Morris Bakwin

### Teologia e servizi sociali (non completo)
- Georgia Harkness

### Legali
- Catherine Waugh McCullough
- Florence E. Allen[4]
- Sara M. Soffel

### Economia domestica
- Flora Rose
- Helen T. Parsons[4]
- Mary I. Barber
- Millie Kalsem

### Attività commerciali
- Beatrice Fox Auerbach
- Dorothy Shaver
- Dorothy Anderson
- Teresa G. O'Brien
- Clara Scovil

### Varie
- Rachel Crothers
- Margaret Webster
- Antonia Brico
- Juliana Force
- Beatrice Winsor
- Grace McGann Morley
- Belle J. Benchley
- Capitano Rhoda J Milliken
- Sergente Mary C Gainey
- Eleanor Hutzel[4]